# République tchèque aux Jeux olympiques d'été de 1996
La République tchèque participe aux Jeux olympiques d'été de 1996 à Atlanta aux États-Unis. 115 athlètes tchèques, 76 hommes et 39 femmes, ont participé à 110 compétitions dans 17 sports. Ils y ont obtenu onze médailles : quatre d'or, trois d'argent et quatre de bronze. Ces Jeux ont lieu trois ans après la dissolution de la Tchécoslovaquie. C'est donc la première fois que ce pays participe aux Jeux olympiques d'été séparément de la Slovaquie.

## Médailles
| Médaille | Discipline  | Épreuve                  | Athlète                      | Performance | Date |
| -------- | ----------- | ------------------------ | ---------------------------- | ----------- | ---- |
| Or       | Athlétisme  | Lancer du javelot hommes | Jan Železný                  |             |      |
| Or       | Canoë-kayak | C-1 500 mètres hommes    | Martin Doktor                |             |      |
| Or       | Canoë-kayak | C-1 1000 mètres hommes   | Martin Doktor                |             |      |
| Or       | Canoë-kayak | Slalom C-2 hommes        | Štěpánka Hilgertová          |             |      |
| Argent   | Canoë-kayak | Slalom C-1 hommes        | Lukáš Pollert                |             |      |
| Argent   | Canoë-kayak | Slalom C-2 hommes        | Jiří Rohan Miroslav Šimek    |             |      |
| Argent   | Tennis      | Double féminin           | Jana Novotná - Helena Suková |             |      |
| Bronze   | Athlétisme  | Décathlon hommes         | Tomáš Dvořák                 |             |      |
| Bronze   | Athlétisme  | Triple saut femmes       | Šárka Kašpárková             |             |      |
| Bronze   | Tennis      | Simple féminin           | Jana Novotná                 |             |      |
| Bronze   | Tir         | Cible mobile 10m hommes  | Miroslav Januš               |             |      |